# Reality in Black
Reality in Black (estilizado como reality in BLACK) es el segundo álbum de estudio del grupo surcoreano Mamamoo. Fue lanzado el 14 de noviembre de 2019 por la discográfica Rainbow Bridge World y distribuido por Kakao M. El álbum encabezó las listas de música semanales de Corea del Sur, de manera que fue el tercer disco de Mamamoo en ser número uno. También entró en el top 20 de la lista US Billboard World Albums. Contiene 11 canciones e incluye los sencillos «Destiny» y «Hip», estos últimos alcanzaron el top 5 de la Gaon Digital Chart.

## Antecedentes y lanzamiento
El 1 de noviembre se anunció el lanzamiento del segundo álbum de estudio del grupo a través de sus redes sociales oficiales. Al día siguiente se reveló el título, la carátula y la fecha en la que se publicaría el disco. Asimismo, se anunció que BLACK era parcialmente el acrónimo de Bless Life and Carry Knowledge. Antes del lanzamiento del álbum se publicaron fotos y vídeos en los que se mostraba a los miembros en varios universos alternativos en los que no eran parte de Mamamoo.
Al contrario de anteriores periodos promocionales, el grupo se enfocó más en la coreografía, por lo que cambiaron sus característicos micrófonos de mano por headsets. La líder del grupo, Solar, mencionó durante un evento de promoción del álbum que, para el grupo, la coreografía de «Hip» había sido la más compleja y difícil de aprender hasta ese momento. Cuando apareció en el programa Happy Together, ella mencionó que este cambio se debió a críticas al grupo por no tener rutinas de baile intrincadas y exigentes, además de que estas eran elaboradas por ellas mismas.

## Lista de canciones
| N.º | Título                                     | Letras                                      | Música                                         | Duración |  |
| 1.  | «Destiny» (우린 결국 다시 만날 운명이었지) | Kim Do-hoon, Park Woo-sang                  | Kim Do-hoon, Park Woo-sang                     | 4:07     |  |
| 2.  | «Universe»                                 | Cosmic Sound, Cosmic Girl, Moonbyul         | Cosmic Sound, Cosmic Girl                      | 3:35     |  |
| 3.  | «Ten Nights» (열 밤)                       | Won Yeon-jeong, Kim Hyun-A, Hwang Seong-jin | Coco Tofu Dad, Jang Jin-yeong, Hwang Seong-jin | 3:37     |  |
| 4.  | «Hip»                                      | Kim Do-hoon, Park Woo-sang, Hwasa           | Kim Do-hoon, Park Woo-sang, Hwasa              | 3:18     |  |
| 5.  | «4x4ever»                                  | Lee Sang-ho, IGGY, Yongbae, Moonbyul        | Lee Sang-ho, IGGY, Yongbae, Mayu Wakisaka      | 4:33     |  |
| 6.  | «Better»                                   | Cosmic Sound, Cosmic Girl, Moonbyul         | Cosmic Sound, Cosmic Girl                      | 3:16     |  |
| 7.  | «Hello Mama»                               | Yongbae, Lee Woo-sang, Moonbyul             | Yongbae, Lee Woo-sang                          | 3:39     |  |
| 8.  | «ZzZz» (심심해)                            | Lee Woo-sang, Ryu Jisoo, Moonbyul           | Lee Woo-sang, Ryu Jisoo                        | 3:25     |  |
| 9.  | «Reality»                                  | Park Woo-sang                               | Park Woo-sang                                  | 3:03     |  |
| 10. | «High Tension»                             | Jarry Potter, Moonbyul                      | Park Hae-il, Jarry Potter, Big Sancho          | 3:18     |  |
| 11. | «I'm Your Fan»                             | Solar                                       | Solar                                          | 2:27     |  |